# Albrechtstraße 1–28, Mühlweg 5–7

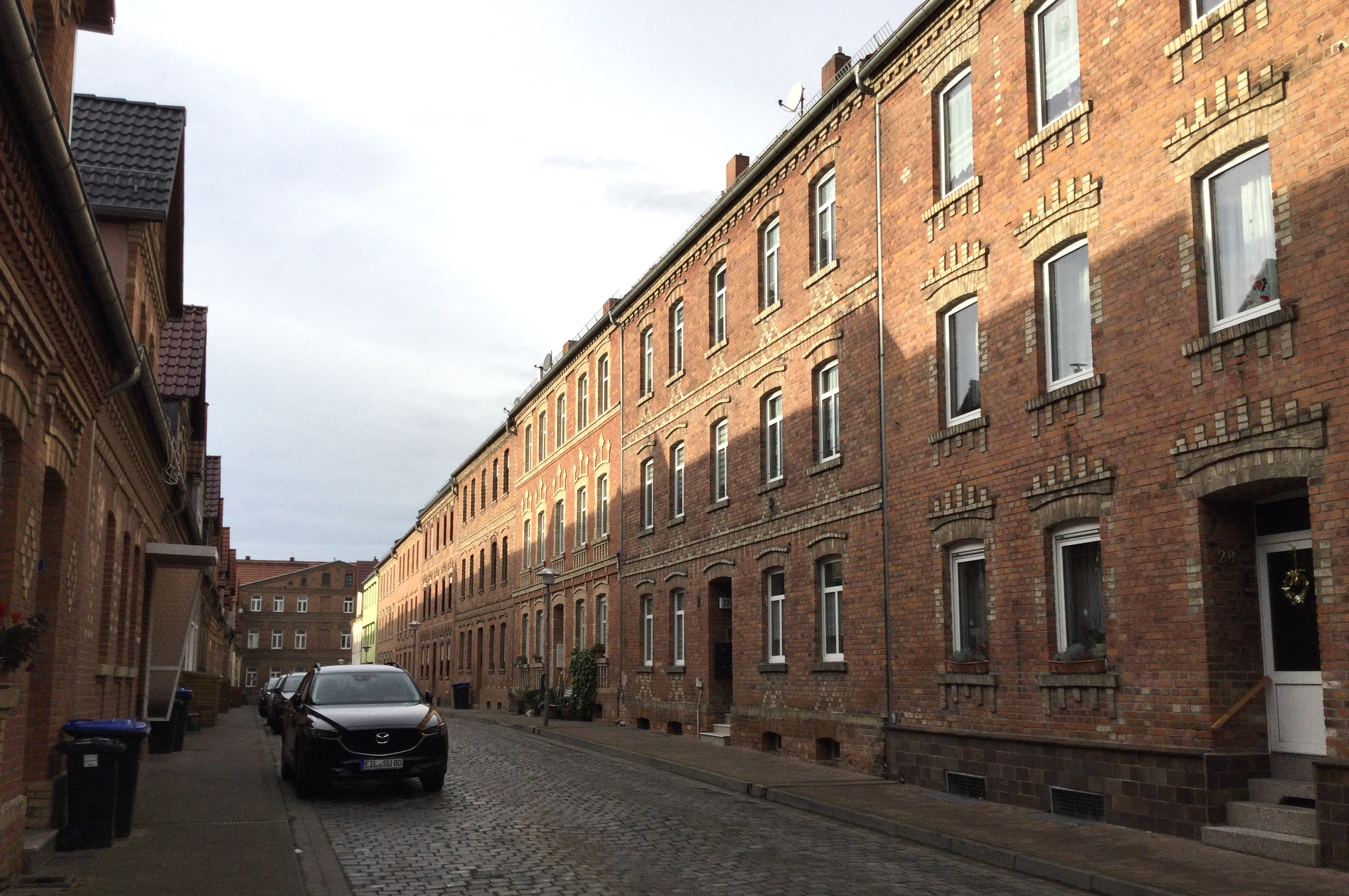
Albrechtstraße, Blick von Osten, 2020

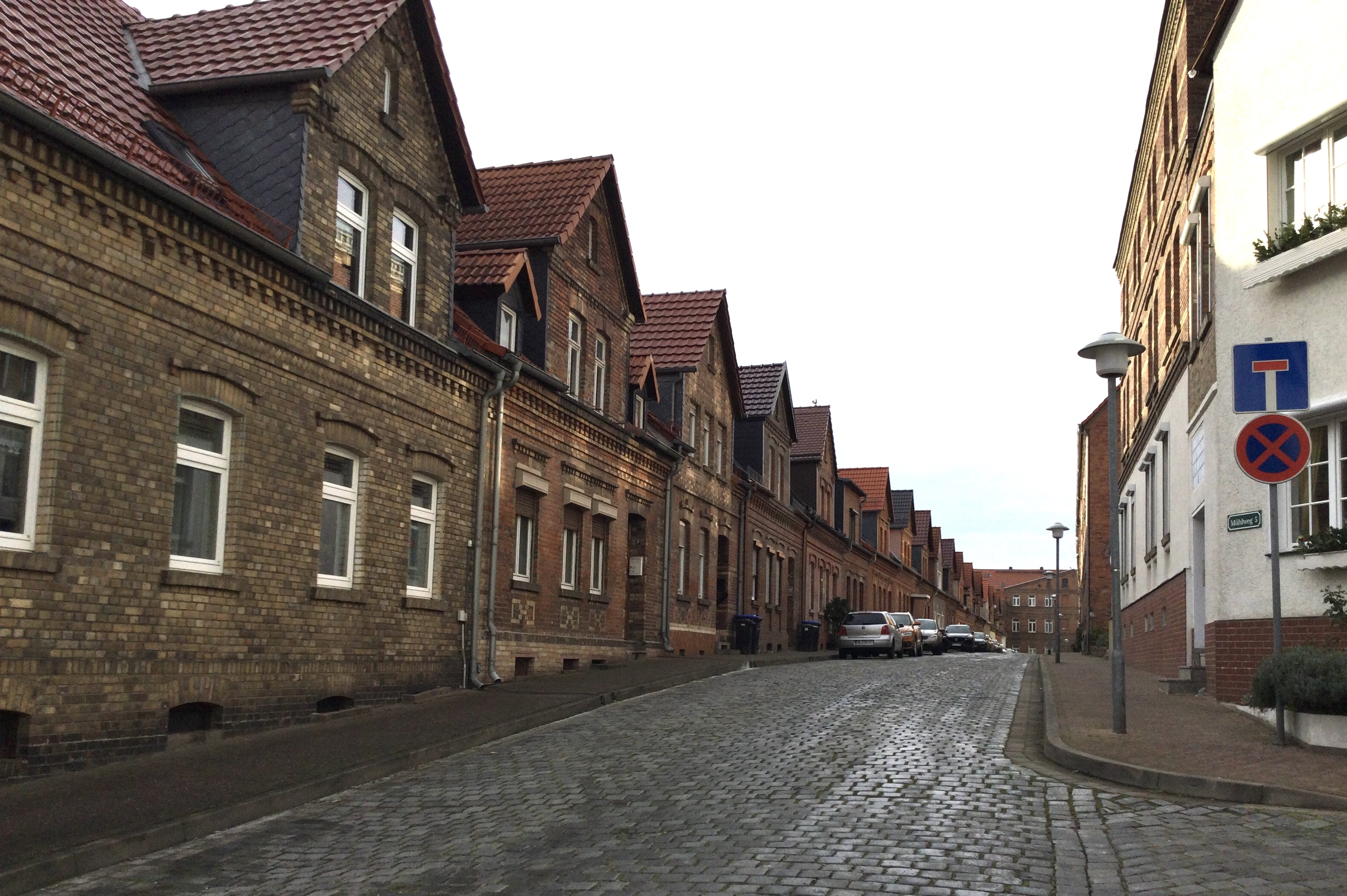
Südseite

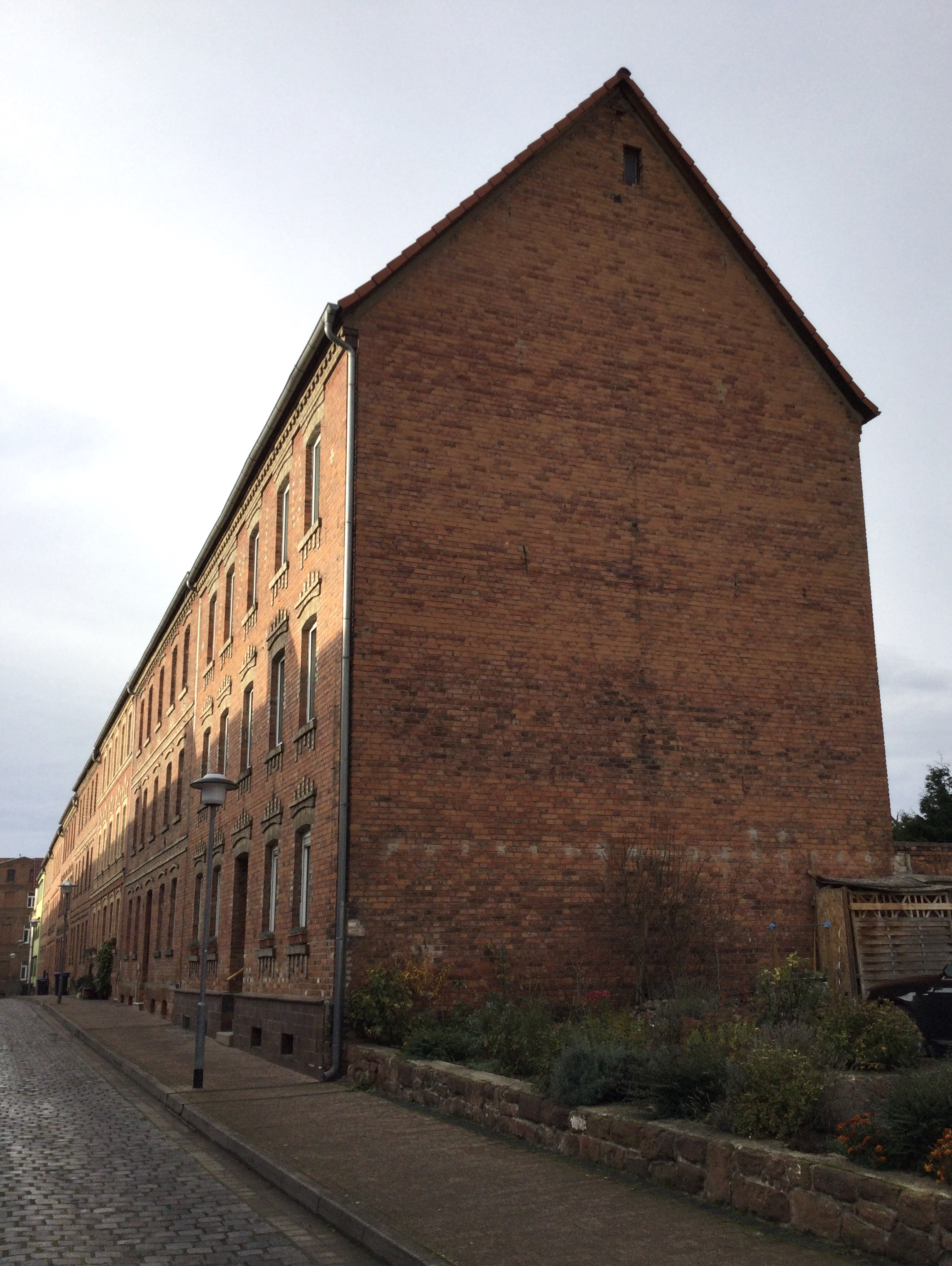
Nordseite

Albrechtstraße 1–28, Mühlweg 5–7 ist die Bezeichnung eines Denkmalbereichs in der Lutherstadt Eisleben in Sachsen-Anhalt.

## Lage
Der Denkmalbereich umfasst die Albrechtstraße und befindet sich westlich der Eisleber Innenstadt am Ortsausgang in Richtung Wimmelburg, nördlich des Verlaufs der Bösen Sieben und der parallel verlaufenden Kasseler Straße erhöht auf einem Hang. Im Osten mündet die Albrechtstraße in den Mühlweg, dessen angrenzender Häuserblock ebenfalls zum Denkmalbereich gehört.

## Architektur und Geschichte
Das Ensemble entstand in der Zeit von 1900 bis 1910 als Hüttenarbeitersiedlung der Oberhütte. Architekt war August Schade. Auf der Südseite der Straße entstanden traufständige, eingeschossige Einfamilienhäuser mit Satteldach. Sie tragen sowohl auf der Nord- als auch auf der Südseite jeweils ein großes Zwerchhaus. Die Nordseite der Straße ist hingegen von dreigeschossigen Mehrfamilienhäusern geprägt. Die Fassaden sind fünfachsig, der Hauseingang befindet ist jeweils mittig angeordnet. Die Gebäude beidseits der Straße sind als schlichte Ziegelbauten ausgeführt.
Nach Westen hin läuft die Straße auf das Gebäude Albrechtstraße 19 zu, das als Point de vue angelegt ist. Der breitgelagerte ebenfalls dreigeschossige Bau ist giebelständig zur Straße ausgerichtet und wird von einem breiten Dreiecksgiebel bekrönt.
Im örtlichen Denkmalverzeichnis ist der Straßenzug unter der Erfassungsnummer 094 70291 als Denkmalbereich verzeichnet.
Das Gebäudeensemble präsentiert sich als geschlossen erhaltene gründerzeitliche Wohnstraße für Arbeiter. Es gilt als Beispiel für die Wohnverhältnisse von Arbeiterfamilien der Bauzeit.